# Miloš Sedmidubský
Miloš Sedmidubský (21. února 1924 Rokycany – 13. dubna 1995 Proseč pod Ještědem) byl český hudební skladatel a pedagog.
V některých publikacích se udává jako den úmrtí 14. duben 1995 a místo Liberec.

## Život
Po absolvování reálného gymnázia v Rokycanech studoval skladbu na Pražské konzervatoři u Karla Janečka. Studia musel přerušit, neboť byl za německé okupace totálně nasazen. Absolvoval v roce 1948 a na rok se stal hudebním režizérem Československého rozhlasu v Brně.
V letech 1949–1951 vykonával vojenskou službu v Armádním uměleckém souboru Víta Nejedlého. Další dva roky byl divadelním dirigentem v Prešově. Následovalo angažmá u divadla v Plzni, kde působil do roku 1957. V Plzni rovněž vyučoval na místní hudební škole až do roku 1961. Poté odešel do Berlína, kde působil jako dirigent symfonických orchestrů a spolupracoval s naším velvyslanectvím na propagaci české hudby. V roce 1962 se vrátil do Prahy a věnoval se výhradně skladbě.

## Dílo

### Opery
- Madona (na vlastní libreto podle stejnojmenné novely Sergeje Machonina, 1962–1963)
- Jeřábi táhnou (na vlastní libreto podle scénáře stejnojmenného filmu Michaila Kalatozovova, 1965–1967)
- Chytrá horákyně (na vlastní libreto podle stejnojmenné pohádky Boženy Němcové, 1977–1979)

### Orchestrální skladby
- Symfonietta (1948)
- Třasák pro komorní orchestr
- Slovenská rapsodie pro orchestr (1962)
- Scherzo pro violoncello a komorní orchestr (1961)
- Serenáda pro komorní orchestr (1958)
- Moravský tanec pro orchestr (1964)
- Fuga alla polka pro smyčce (1980)
- Elegie pro violoncello a orchestr (1961)
- Petr a Lucie (balet podle novely Romaina Rollanda, 1957)

### Komorní hudba
- Smyčcový kvartet op. 23 (1963)
- Smyčcový kvartet č. 2 s basem sólo (1964)
- Pětkrát pět instruktivních skladeb pro violoncello a klavír
- Hry. Suita pro dechy, bicí a harfa|harfu. (1979)
- Čtyři skladby pro houslový soubor nebo troje housle
- Concertino pro trombón nebo fagot a klavír
- 3 etudy pro housle (1980)

### Písně a sbory
- Milostné písně (1953)
- Písně hodin večerních (1959)
- Ódy (mužské sbory)
- Tři lásky (smíšené sbory, 1960)
- Jarní sonatina (1963)
- Říkadlo (jako fuga) pro dětský sbor (1992)
- Ať procitne dřevorubec (kantáta, 1955)
- Proměna (kantáta, 1960)